# Флаги Приморского края
Список флагов муниципальных образований Приморского края Российской Федерации.
На 1 января 2020 года в Приморском крае насчитывалось 148 муниципальных образований — 12 городских округов, 3 муниципальных округа, 19 муниципальных районов, 22 городских поселения и 92 сельских поселения.

## Флаги городских округов
| Флаг       | Наименование                               | Дата утверждения             | Номер в ГГР |
| ---------- | ------------------------------------------ | ---------------------------- | ----------- |
|            | Флаг Владивостокского городского округа    | 5 февраля 2016               |             |
|            | Флаг Арсеньевского городского округа       | 12 июля 2001 6 июня 2013     | 975         |
|            | Флаг Артёмовского городского округа        | 10 апреля 2003 31 марта 2005 | 1236        |
|            | Флаг городского округа ЗАТО Большой Камень | 27 ноября 2003               | 1864        |
| нет данных | Флаг Дальнегорского городского округа      |                              |             |
|            | Флаг Дальнереченского городского округа    | 30 сентября 2008             | 4309        |

| Флаг       | Наименование                             | Дата утверждения | Номер в ГГР |
| ---------- | ---------------------------------------- | ---------------- | ----------- |
| нет данных | Флаг Лесозаводского городского округа    |                  |             |
|            | Флаг Находкинского городского округа     | 31 июля 1997     |             |
|            | Флаг Партизанского городского округа     | 30 мая 2008      | 4147        |
| нет данных | Флаг городского округа Спасск-Дальний    |                  |             |
| нет данных | Флаг Уссурийского городского округа      |                  |             |
| нет данных | Флаг городского округа ЗАТО город Фокино |                  |             |

## Флаги муниципальных округов
| Флаг       | Наименование                            | Дата утверждения                | Номер в ГГР |
| ---------- | --------------------------------------- | ------------------------------- | ----------- |
|            | Флаг Анучинского муниципального округа  | 30 сентября 2008 22 апреля 2020 |             |
|            | Флаг Лазовского муниципального округа   | 25 марта 2009                   | 5096        |
| нет данных | Флаг Октябрьского муниципального округа |                                 |             |
|            | Флаг Пограничного муниципального округа | 28 ноября 2006                  | 2894        |

| Флаг       | Наименование                           | Дата утверждения             | Номер в ГГР |
| ---------- | -------------------------------------- | ---------------------------- | ----------- |
| нет данных | Флаг Тернейского муниципального округа |                              |             |
| нет данных | Флаг Ханкайского муниципального округа |                              |             |
|            | Флаг Хорольского муниципального округа | 6 апреля 2012 1 октября 2020 | 7743        |
| нет данных | Флаг Чугуевского муниципального округа |                              |             |

## Флаги муниципальных районов
| Флаг       | Наименование                                | Дата утверждения | Номер в ГГР |
| ---------- | ------------------------------------------- | ---------------- | ----------- |
| нет данных | Флаг Дальнереченского муниципального района |                  |             |
|            | Флаг Кавалеровского муниципального района   | 8 апреля 2009    | 4975        |
| нет данных | Флаг Кировского муниципального района       |                  |             |
|            | Флаг Красноармейского муниципального района | 19 апреля 2005   |             |
|            | Флаг Михайловского муниципального района    |                  |             |
|            | Флаг Надеждинского муниципального района    | 21 августа 2002  | 1051        |
|            | Флаг Ольгинского муниципального района      | 30 апреля 2019   | 12451       |
| нет данных | Флаг Партизанского муниципального района    |                  |             |

| Флаг       | Наименование                             | Дата утверждения | Номер в ГГР |
| ---------- | ---------------------------------------- | ---------------- | ----------- |
|            | Флаг Пожарского муниципального района    | 28 января 2009   | 4717        |
|            | Флаг Спасского муниципального района     | 30 октября 2007  | 4231        |
|            | Флаг Хасанского муниципального района    | 6 ноября 2014    | 9545        |
| нет данных | Флаг Черниговского муниципального района |                  |             |
|            | Флаг Шкотовского муниципального района   | 26 сентября 2006 | 2621        |
|            | Флаг Яковлевского муниципального района  | 29 июня 2006     |             |

## Флаги городских поселений
| Флаг | Наименование                                                                | Дата утверждения | Номер в ГГР |
| ---- | --------------------------------------------------------------------------- | ---------------- | ----------- |
|      | Флаг Горноключевского городского поселения Кировского муниципального района | 24 апреля 2013   | не внесён   |
|      | Флаг Славянского городского поселения Хасанского муниципального района      |                  |             |

## Флаги сельских поселений
| Флаг | Наименование                                                                 | Дата утверждения | Номер в ГГР |
| ---- | ---------------------------------------------------------------------------- | ---------------- | ----------- |
|      | Флаг Барабашского сельского поселения Хасанского муниципального района       | 16 сентября 2014 | 9944        |
|      | Флаг Надеждинского сельского поселения Надеждинского муниципального района   | 16 февраля 2009  | 4977        |
|      | Флаг Раздольненского сельского поселения Надеждинского муниципального района | 21 марта 2011    | 6885        |

| Флаг | Наименование                                                               | Дата утверждения | Номер в ГГР |
| ---- | -------------------------------------------------------------------------- | ---------------- | ----------- |
|      | Флаг Спасского сельского поселения Спасского муниципального района         | 6 марта 2014     | 9366        |
|      | Флаг Тавричанского сельского поселения Надеждинского муниципального района | 26 января 2012   | 7531        |

## Упразднённые флаги
| Флаг | Наименование                              | Дата утверждения | Дата отмены       |
| ---- | ----------------------------------------- | ---------------- | ----------------- |
|      | Флаг Владивостокского городского округа   | 12 сентября 2012 | 5 февраля 2016    |
|      | Флаг Кавалеровского муниципального района | 8 апреля 2009    | де-юре не отменён |
|      | Флаг Партизанского городского округа      | 25 ноября 2005   | 22 мая 2006       |
|      | Флаг Партизанского городского округа      | 22 мая 2006      | 30 мая 2008       |

| Флаг | Наименование                                                                | Дата утверждения | Дата отмены    |
| ---- | --------------------------------------------------------------------------- | ---------------- | -------------- |
|      | Флаг Пожарского муниципального района                                       | 15 декабря 2006  | 28 января 2009 |
|      | Флаг Горноключевского городского поселения Кировского муниципального района | 26 июля 2012     | 24 апреля 2013 |
|      | Флаг Хасанского муниципального района                                       | 19 июня 2014     | 6 ноября 2014  |

## Флаги упразднённых МО
| Флаг | Наименование | Дата утверждения | Номер в ГГР |
| Законом Приморского края от 30 января 2020 года № 701−КЗ Хорольский муниципальный район был преобразован в Хорольский муниципальный округ | Законом Приморского края от 30 января 2020 года № 701−КЗ Хорольский муниципальный район был преобразован в Хорольский муниципальный округ | Законом Приморского края от 30 января 2020 года № 701−КЗ Хорольский муниципальный район был преобразован в Хорольский муниципальный округ | Законом Приморского края от 30 января 2020 года № 701−КЗ Хорольский муниципальный район был преобразован в Хорольский муниципальный округ |
| --- | --- | --- | --- |
| | Флаг Ярославского городского поселения Хорольского муниципального района                                                                  | 13 марта 2013 | 8342 |